# Chicago Architecture Foundation
La Chicago Architecture Foundation (« Fondation pour l'architecture de Chicago ») est un organisme à but non lucratif basé à Chicago qui s'investit dans l'éducation et l'information du public en matière d'architecture et de design. Elle fut créée en 1966, pour permettre la sauvegarde de la John J. Glessner House de l'architecte Henry Hobson Richardson, l'une des plus anciennes demeures de Chicago. Au cours des années, la fondation développa ses activités, offrant des conférences et des visites architecturales de Chicago au public, ainsi que des expositions. En outre, elle fournit aux écoles de la cité du matériel didactique concernant l'architecture. Son siège se trouve au Railway Exchange Building.

## ArchiCenter
L’ArchiCenter est une exposition, dont l'entrée est libre, organisée par la Chicago Architecture Foundation. Située au 224 South Michigan Avenue, au cœur du Loop, l'ArchiCenter présente des expositions sur l'architecture moderne et ancienne de Chicago et de ses environs, ainsi que des conférences et des débats sur le sujet.

## Sources
- (en) Blair Kamin, New executive at Architecture Foundation, Chicago Tribune, 10 janvier 2007.
- (en) Bill Cunniff, Gallery looks at environmentalist architect as well as floating homes, Chicago Sun-Times, 25 octobre 2002.

- (en) Cet article est partiellement ou en totalité issu de l’article de Wikipédia en anglais intitulé « Chicago Architecture Foundation » (voir la liste des auteurs).